# Lars-Göran Wiklander
Lars-Göran Wiklander, född 19 januari 1970 i Stockholm, är en svensk före detta professionell ishockeyspelare. Han tog SM-guld med Djurgårdens IF 2000.